# Regnar Liboriussen
Regnar Liboriussen (født 20. juli 1935, død 6. april 2011) var en dansk politiker fra partiet Venstre, der fra 1986 til 1993 var borgmester i Augustenborg Kommune.
Liboriussen var som civilerhverv fisker. I en periode sad han desuden i amtsrådet i Sønderjyllands Amt, hvor han var formand for amtets sundhedsudvalg.